# Пральний порошок

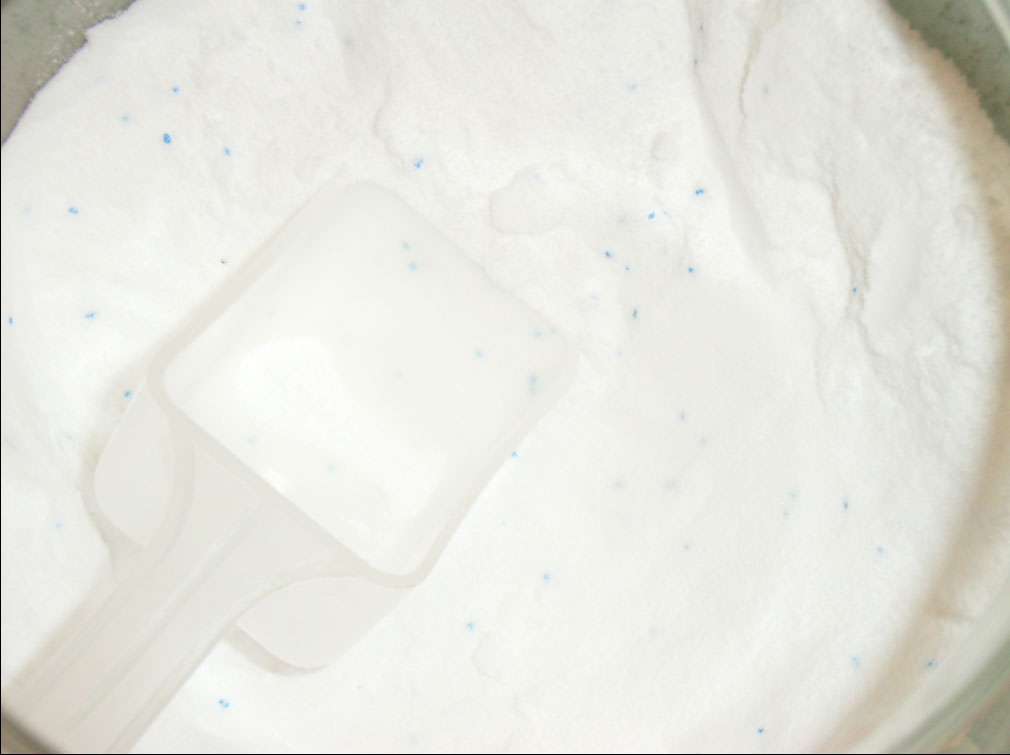
Пральний порошок

Пральний порошок — спеціально розроблений для чищення текстилю мийний засіб, який являє собою суміш хімічних сполук у твердій формі у вигляді порошку, водний розчин яких здатний відокремлювати забруднення від поверхні текстилю при гідромеханічній обробці, переводити їх у розчин, і утримувати в ньому.
Пральні порошки, зазвичай, являють собою однорідні суміші, розсипчасті, з сухими на дотик, без зайвої вологи крупинками (гранулами) білого кольору із кольоровими включеннями — ензимами.
Прання проводять в температурних режимах, рекомендованих виробником.

## Компоненти
Мийна суміш, складається з трьох основних інгредієнтів: речовини, що контролюють твердість води (50% за вагою, приблизно), натрійдодецилбензолсульфонат як поверхнево-активна речовина (15%), а також відбілювачі (7%).
Пральні порошки можуть містити і інші компоненти. Багато інших інгредієнтів можуть використовуватись у залежності від конкретного застосування.  
Перелік:
- Поверхнево-активні речовини (натрійдодецилбензолсульфонат)
- Ферменти (ензими)

- Протеази (розщеплюють білки)
- Амілази (розщеплюють крохмаль)
- Ліпази (розщеплюють ліпіди / жир)
- Целюлази (розщеплюють целюлозу)
- карбонати

Ферменти можуть подібнювати забруднення на більш дрібні шматки, внаслідок чого очищення текстилю буде набагато легшим завданням.
- Речовини, контролюючі твердість води. Фосфорні солі широко використовуються для пом'якшення твердої води. До хімічних сполук, що видаляють іони кальцію шляхом комплексоутворення або осадження відносять карбонат натрію, тринатрійфосфат (Na3PO4), гексаметофосфат (NaPO3), триполіфосфат натрію (Na5P3O10) EDTA (етилендіамінтетраоцтова кислота).
- Речовини, які перешкоджають повторному приєднанню видалених забруднень у вигляді ґрунту до очищуваного текстилю. Для цієї мети використовується карбоксиметилцелюлоза.
- Оптичні відбілювачі. Це речовини, що є флуоресціюючими барвниками, які мають властивість перетворювати невидимі ультрафіолетові промені, що падають на тканину, на видимі блакитні і сині відбиті промені, які змішуючись з жовтуватим відтінком білизни дають у результаті білий колір. Оптичні вибілювачі, покращуючи білизну тканини, не видаляють з білизни кольорових плям. Для видалення таких плям до складу мийних засобів вводять пероксиди солей – хімічні вибілювачі.
- Хімічні відбілювачі. Випускаються у вигляді перборату натрію і перкарбонату натрію. Механізм їх дії полягає в тому, що в гарячій воді вони виділяють активний кисень, який, окислюючи забруднення, сприяє видаленню старих плям і вибілюванню тканин. Оскільки перкарбонат і перборат натрію є нестійкими сполуками і легко розкладаються, їх застосовують разом із стабілізаторами (силікат натрію і силікат магнію).
- Добавки, які змінюють властивості спінювання продукту — або стабілізуючі або протидіючі утворенню піни. (алкілоламіди, серед яких найбільше поширення мають моноетаноламіди і діетаноламіди).
- добавки для збільшення або зменшення в'язкості розчину або розчиненню інших інгредієнтів. Активатори відбілювача.
- Інгібітори перенесення барвника. Ці речовини запобігають забарвленню одних текстильних виробів від інших.
- Інгібітори корозії для протидії пошкодженню задіяного обладнання.
- Ароматизатори

Рецептура компонентів мийної композиції для бавовняних тканин відрізняється від складу універсальних мийних композицій незначно, а для тканин з шовку, вовни та синтетичних волокон рецептура мийних композицій  значно спрощена. Рецептура складників усіх синтетичних мийних засобів є схожою, і, зазвичай, різниця полягає лише у кількісному вмісті компонентів і формі товарного виробу.
Міцність шерстяних, шовкових, штучних і змішаних тканин знижується при пранні в лужному середовищі. Тому синтетичні мийні засоби мають значну перевагу над милом, яке в силу своєї природної будови, краще відмиває забруднення якраз в лужній воді і підвищеній температурі (від 30-40 до 50-60оС).

## Хімія мийного засобу
Див. Хімія синтетичного мийного засобу

## Якість синтетичного мийного засобу
Якість синтетичних мийних засобів визначається ступенем
відновлення товарного вигляду виробів, споживча оцінка якості прання  зазвичай визначається ступенем відновлення зовнішнього вигляду матеріалів, а синтетичних мийних засобів — їх вибілювальною здатністю.
Оцінювання якості прання ґрунтується на суб'єктивному сприйнятті білості випраних матеріалів порівняно з невипраними, при цьому ефект відпирання незабруднених виробів може бути недостатнім (Е<30%), задовільним (30≤Е<40 %), добрим (40≤Е<50%) і відмінним(Е≥50%).
Існуючі методи оцінки вибілювальної здатності синтетичних мийних засобів  не дають змоги визначити причину підвищення білості — через хімічну взаємодію відбілювачів (хімічні відбілювачі) із бавовняними волокнами, звільнення тканин від апрету, текстильно допоміжних речовин, структурну перебудову матеріалів тощо. Вважають, що на вибілювальну здатність синтетичних мийних засобів можуть впливати інші складові, наприклад домішки, що змінюють зовнішній вигляд матеріалів (оптичні відбілювачі і ін.).
Стандартними й розробленими на їхній основі методами оцінювання якості прання не передбачено попередню обробку текстильних матеріалів чистою водою для визначення впливу згаданих вище чинників на результати випробовувань. 
На пакуванні мийних засобів часто не вказано інформацію про вміст відбілювачів, що суперечить вимогам Технічного регламенту.
На білість бавовняних тканин впливають структура матеріалів, температура мийного розчину та кількість циклів прання.
Текстильні матеріали володіють різними властивостями, які зумовлюються: різним волокнистим складом тканини, особливостями будови (ступінь заповнення, щільність, варіація волокон за довжиною, вид переплетення, характер поверхні, термостійкість), видом технологічної обробки, характером і якістю застосованих барвників та інших хімічних реагентів під час основної та остаточної обробки текстильних матеріалів. Комбінації цих різних властивостей по-різному відбиваються на стійкості до багаторазового прання, тертя, розтягування і згинання, а також відповідним чином позначаються на енергії зв'язку забруднюючих часток з волокнами і ступенем їх проникності в капілярну структуру матеріалів.

## Державні стандарти
- ДСТУ 2972:2010. Засоби мийні синтетичні порошкоподібні. Загальні технічні вимоги та методи випробовування.
- ДСТУ 2665-94. Засоби мийні синтетичні. Методи визначення мийної здатності. ДСТУ 2972:2010

## Визначення наявності хлору і значних доз кальцинованої соди
Вміст хлору можна визначити шляхом проведення якісної реакції:
– випадіння осаду означає присутність хлоридів у розчині порошку.

Хлор при з'єднанні з органічними речовинами може давати хлорорганічні сполуки, які здійснюють подразнюючу дію на слизові оболонки очей, дихальних шляхів, викликають кашель, задуху. (див.: Хлорування) 
Вміст кальцинованої соди виявляється шляхом проведення реакції з оцтовою кислотою:
– бурхлива реакція з виділенням вуглекислого газу свідчить про присутність соди у пральному порошку в значних дозах. Завищений вміст соди у пральному порошку спричиняє руйнування тканини і її посіріння після декількох прань.

## Ринок в Україні
Щороку в Україні продають 150 тис. тон прального порошку, з яких вітчизняного – лише третина. Переважна більшість імпортованих мийних засобів — контрабанда.

## Екологічні проблеми
Одним з основних критеріїв екологічної безпеки товарів побутової хімії є біорозкладність ПАР, які входять до складу синтетичних мийних засобів. Розрізняють первинну біорозкладність, яка передбачає структурні зміни (трансформацію) ПАР мікроорганізмами, які призводять до втрати поверхнево-активними речовинами їх властивостей, та повну, тобто кінцеву біодеградацію ПАР до діоксиду вуглецю і води.
Фосфатні пральні засоби потрапляючи у водойми стають добривом для інтенсивного росту синьо-зелених водоростей, тобто сприяють процесу цвітіння. Кожен грам фосфатних сполук з пральних порошків викликає ріст 5-10 кілограмів синьо-зелених водоростей, а вони, розкладаючись, виділяють у великих кількостях метан, аміак, сірководень, які знищують усе живе у воді, що спричиняє до грубих порушень екосистем та погіршення кисневого обміну в гідросфері.
Фосфатні мийні та пральні засоби шкідливо діють і безпосередньо на здоров'я споживачів: за рівнем токсичності 3 кг фосфатних синтетичних мийних засобів прирівнюються до дії 1 кг міді чи 100 г кадмію.
Американський «Проктер енд Гембл» чи німецький «Хенкель», у себе на батьківщині замінили фосфати на цеоліти та сополімери ще на початку 1980-х, тоді як ці ж підприємства на території України виробляють фосфатні засоби.
Цеоліти, при попаданні в природні водойми, осідають на дно і викликають загибель риб, особливо мальків.